# Verband der Materialprüfungsanstalten
Der Verband der Materialprüfungsanstalten e. V. (VMPA) ist ein 1948 gegründeter deutscher Verband mit Sitz in Berlin, der auf dem Gebiet der Materialprüfung tätig ist. Seine Mitglieder sind in der Entwicklung und Normung von Prüfverfahren aktiv.

## Aufgaben und Ziel
Zweck des VMPAs ist die Interessenvertretung unabhängiger und neutraler Stellen auf dem Gebiet der Konformitätsbewertung und Prüfung. Der Verein sieht sich als Mittler gegenüber Wirtschaft, Politik und Verwaltung. 
Die Umsetzung dieser Ziele erfolgt durch die Vertretung der Interessen der Mitglieder nach außen, die Förderung des Erfahrungsaustausches unter den Mitgliedern sowie die Interessenvertretung gegenüber verschiedenen öffentlichen und privaten Institutionen. Die Förderung von Wissenschaft, Forschung und Ausbildung auf dem Gebiet der Konformitätsbewertung und Prüfung sowie die Mitwirkung bei der Entwicklung technischer Spezifikationen und Regeln sind ebenfalls zentrale Aufgaben des Verbandes.
Die Mitgliedsunternehmen des VMPA bewerten die Qualität von Materialien, Produkten und Bauwerken in unterschiedlichen Bereichen.

## Geschichte
Der VMPA wurde 1948 als Fachverband gegründet, um die gemeinsamen Interessen der Materialprüfungsämter zu vertreten und ihre Arbeit zu fördern. Seit 1997 führt der VMPA im staatlichen Auftrag die Listen der sachverständigen Prüfstellen für Beton und Schallschutz. Diese Verzeichnisse dienen als Grundlage für die Auswahl von Prüfstellen im öffentlichen und privaten Bereich und unterliegen Qualitätsanforderungen.

## Organisation und Mitgliedschaft
Der VMPA hat 35 Mitglieder und vier Ehrenmitglieder. Rund 7000 Menschen arbeiten in Prüflaboratorien und Verbänden, die meisten von ihnen sind Ingenieure und Naturwissenschaftler. Die Mitgliedschaft im VMPA bietet eine Plattform zum Austausch von Fachwissen und zur Förderung der Qualitätssicherung in der Materialprüfung.